# دادخواست‌ها
دادخواست‌ها (انگلیسی: Suits; کره‌ای: 슈츠) یک مجموعهٔ تلویزیونی کره جنوبی سال ۲۰۱۸ با بازی جانگ دونگ گون و پارک هیونگ شیک است. این مجموعه بر پایه مجموعه تلویزیونی آمریکایی کت‌شلواری‌ها است. دادخواست‌ها از ۲۵ آوریل تا ۱۴ ژوئن ۲۰۱۸، روزهای چهارشنبه و پنجشنبه ساعت ۲۲:۰۰ (کی‌اس‌تی) از کی‌بی‌اس۲ برای ۱۶ قسمت پخش شد.